# فرودگاه بارتولومو د گوسماو
فرودگاه بارتولومو د گوسماو (به انگلیسی: Bartolomeu de Gusmão Airport) (به زبان بومی: Aeroporto Bartolomeu de Gusmão) یک فرودگاه همگانی با کد یاتا SNZ است که یک باند فرود آسفالت دارد و طول باند آن ۲۷۳۹ متر است. این فرودگاه در کشور برزیل قرار دارد و در ارتفاع ۳ متری از سطح دریا واقع شده‌است.